# Стукалово (Тульская область)
Стукалово — деревня в Тульской области России.
В рамках организации местного самоуправления входит в городской округ город Тула, в рамках административно-территориального устройства — в Ленинский район Тульской области.
Население по данным на 2010 год — 7 человек.

## География
Расположена к западу от областного центра, города Тула, на трассе Р-132 Тула-Калуга, в 18 км от Тульского Кремля.
Деревня состоит из собственно деревни Стукалово и 1-го микрорайона.
1-й микрорайон образован в 1990-х годах Иншинской сельской администрацией и насчитывает 56 (по данным ФИАС) земельных участков, выделенных льготным категориям граждан (ветераны-интернационалисты).

## История
Деревня Стуколово в писцовых книгах 1587—1678 гг. упоминается как «дер. Стуколово на реч. Ямне» Заупского стана, принадлежащая помещикам Пучковым и Сазоновым.
На карте Тульского уезда XVII века из книги Е. Щепкиной упоминается как деревня Стуколово (1678 год). На Планах Генерального Межевания (ПГМ) уездов Тульской губернии упоминается современное название — Стукалово (1780—1797 гг.).
В 1857 г. в деревне при речке проживало 98 чел
По Клировым ведомостям 1915-16 гг. в сельце было 36 дворов и 220 чел.

### Административно-территориальная принадлежность
До 1990-х гг. входила в Иншинский сельский Совет, с 1997 года — в Иншинский сельский округ Ленинского района Тульской области.
В рамках организации местного самоуправления с 2006 до 2014 гг. посёлок входил в Иншинское сельское поселение Ленинского района, с 2015 года — в Привокзальный территориальный округ в рамках городского округа город Тула.

## Население
| 2010 |
| ---- |
| 7    |

## Инфраструктура
Основа экономики — сельское хозяйство.

## Транспорт
Из Тулы ходят рейсовые автобусы: 124, 260, 4565. Автобусная остановка находится в 900 метрах от деревни, что в свою очередь составляет 10-15 минут ходьбы.
Деревня доступна автотранспортом.